# Festival du film coréen à Paris 2023
Le Festival du film coréen à Paris 2023, 18e édition du festival, se déroule du 31 octobre au 7 novembre 2023.

## Déroulement et faits marquants
Cette 18e édition du festival propose de découvrir de nombreux films inédits en France, dont Smugglers de Ryoo Seung-wan.

## Invités
- Ryoo Seung-wan, réalisateur
- Jo Ha-young, réalisatrice
- Lim Ho-jeong, réalisatrice
- Lim Seung-hyeon, réalisateur
- Park Jae-beom, réalisateur
- Ok Se-young, réalisatrice
- Lee Yun-ji, réalisatrice
- Jo Ye-seul, réalisatrice
- Cheung Hui-bin, réalisatrice
- Cho Sung-min, producteur

## Sélections

### Ouverture
- Smugglers (밀수) de Ryoo Seung-wan

### Clôture
- A Normal Family (보통의 가족) de Heo Jin-ho

### Événements
- Believer 2 (en) (독전 2) de Baek Jong-yeol
- Dr. Cheon and Lost Talisman (en) (천박사 퇴마 연구소: 설경의 비밀) de Kim Seong-sik
- Honey Sweet (달짝지근해: 7510) de Lee Han
- Ransomed (비공식작전) de Kim Seong-hoon

### Paysages
- Birth (나의 피투성이 연인) de Yoo Ji-young
- The Dream Songs (너와 나) de Cho Hyun-chul
- Killing Romance (en) (킬링 로맨스) de Lee Won-suk
- Legend of the Waterflowers (물꽃의 전설) de Koh Hee-young
- Next Door (옆집사람) de Yeom Ji-ho
- The Night Owl (올빼미) de Ahn Tae-jin
- Peafowl (공작새) de Byun Sung-bin
- Rebound (en) (리바운드) de Jang Hang-jun
- The Ripple (물비늘) de Lim Seung-hyun
- Swallow (제비) de Lee Song-hee-il
- Unidentified (미확인) de Jude Chun

### Portait
Hommage à Lim Oh-jeong :
- Hail to Hell (지옥만세)
- Empty Lies (거짓말)
- No More, No Less (더도 말고 덜도 말고)
- The Shelter (쉘터)
- Call If You Need Me (내가 필요하면 전화해)

### Avant-première
- Concrete Utopia (콘크리트 유토피아) de Eom Tae-hwa
- Greenhouse (비닐하우스) de Lee Sol-hui

### Focus - l'animation coréenne
- Krisha et le Maître de la forêt (마덜랜드) de Park Jae-beom

#### Courts métragesYoung, Wild and Free
- The Isle of Trashes (쓰레기의 섬) de Choi Yeol-eum
- Samsara (윤회) de Joo Hyun-joon
- Overlapping Universe (겹쳐진 세계) d'Ok Se-young
- Chewing (츄잉) de Pa-rk Yena
- Hair That You Love! (사랑에 머리카락 쯤이야!) de LEE Sang-hwa
- Corner of the Room (지혜로운 방구석 생활) de Lee Yun-ji et Park Jae-beom
- Experience! Life Scene (체험! 삶의 현장) de NOH Yuk-yung
- My Dream, My Fart (빵삥뿡뺑) de Lee Hyeon-kyeong
- Amen A Man (아맨 어 맨) de Kim Kyeong-bae

#### Courts métragesFemmes Cinéastes
- Oolang Oolang (울렁울렁) de  Jo Ye-seul
- Min-seo and her Grandpa (민서와 할아버지) de Chung Hui-bin
- The Armpit Hair Girl (겨털소녀 김붕어) de Jeong Da-hee et Kwon Young-seo
- Nalsum (날숨) de Jeon So-eun
- The Playground (더 플레이그라운드) de Rhee Grace Nayoon
- Carnivorous Bean Sprout (육식콩나물) de Seo
- Misery Love Company (운석이 떨어졌으면 좋겠어) de Lee Sasha
- Seung-ja and Me (나와 승자) de
- Cookie Coffee Dosirak (쿠키 커피 도시락) de Kang Minji, Kim Hyemi, LEE Kyung-hwa et Han Byung-a

### Séance Flyasiana
Lumière sur Jo Ha-young :
- Remember Our Sister (언니를 기억해)
- Sister's Room (씨스터스룸)
- Kids Land (키즈랜드) de Kim Won-woo

## Palmarès
- Prix du public : Peafowl (공작새) de Byun Sung-bin
- Mention spéciale : Shape of Wind (바람의 모양) de Lee Sung-gang
- Prix Kia de la meilleure animation : Architect A (건축가 A) de Lee Jong-hoon
- Prix du jury étudiant : Architect A (건축가 A) de Lee Jong-hoon
- Prix Keystone du meilleur script : Teratoma (기형종) de Byeon Jeong-won